# 3680 Sasha
3680 Sasha (1987 MY) là một tiểu hành tinh vành đai chính được phát hiện ngày 28 tháng 6 năm 1987 bởi E. F. Helin ở Palomar.